# Euridome (astronomia)
Euridome, o Giove XXXII, è un satellite naturale minore del pianeta Giove.

## Scoperta
È stato scoperto il 9 dicembre 2001, contemporaneamente all'altro satellite Ermippe, da una squadra di astronomi dell'Università delle Hawaii guidata da Scott S. Sheppard e David Jewitt. Al momento della scoperta ha ricevuto la designazione provvisoria S/2001 J 4.

## Denominazione
Nell'agosto 2003, l'Unione Astronomica Internazionale (IAU) gli ha assegnato la denominazione ufficiale in riferimento a Euridome, che secondo la mitologia greca era la madre della tolleranza, e la personificazione delle gioie della vita, o secondo altre versioni sarebbe la madre delle Grazie.

## Parametri orbitali
In base ai suoi parametri orbitali, Euridome è considerato appartenere al gruppo di Pasife, costituito dai satelliti naturali di Giove irregolari caratterizzati da un moto retrogrado attorno al pianeta, da semiassi maggiori compresi fra 22,8 e 24,1 milioni di km e da inclinazioni orbitali comprese tra 144,5° e 158,3° rispetto all'eclittica.
Il satellite è caratterizzato da un moto retrogrado; ha un diametro di circa 3 km e orbita attorno a Giove in 722,59 giorni, a una distanza media di 23,231 milioni di km, con un'inclinazione di 149° rispetto all'eclittica (147° rispetto al piano equatoriale del pianeta) e un'eccentricità orbitale di 0,377.